# Soppe-le-Haut
Soppe-le-Haut is een plaats en voormalige gemeente in het Franse departement Haut-Rhin in de regio Grand Est en telt 567 inwoners (2013). De plaats maakt deel uit van het arrondissement Thann-Guebwiller. Op 1 januari 2016 is de gemeente Soppe-le-Haut gefuseerd met Mortzwiller en zij vormen samen de nieuwe fusiegemeente Le Haut Soultzbach.

## Geografie
De oppervlakte van Soppe-le-Haut bedraagt 7,4 km², de bevolkingsdichtheid is 76.6 inwoners per km².
De onderstaande kaart toont de ligging van Soppe-le-Haut met de belangrijkste infrastructuur en aangrenzende gemeenten.

## Demografie
Onderstaande figuur toont het verloop van het inwonertal (bron: INSEE-tellingen).